# Barbara Charline Jordan

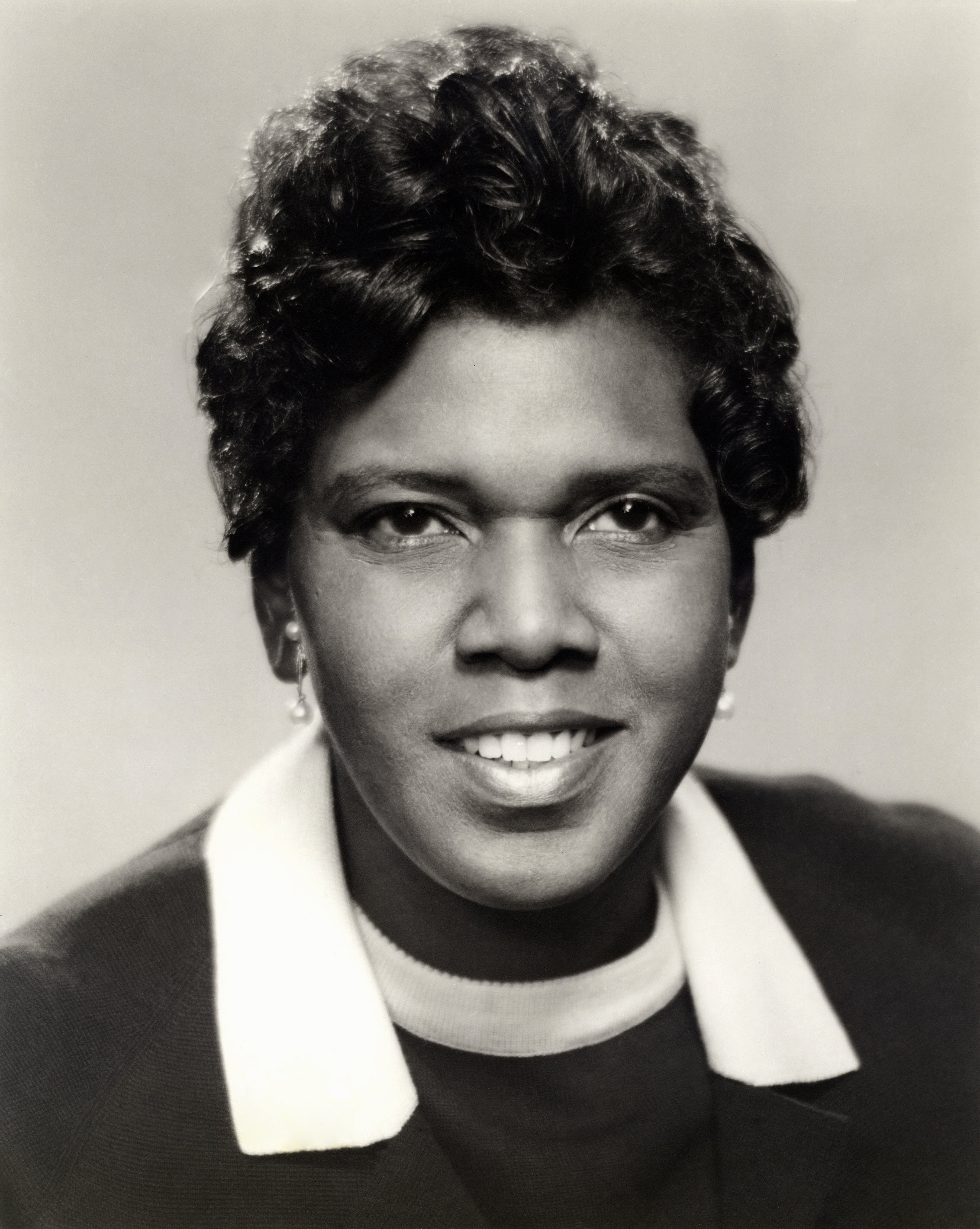
Rep. Barbara Jordan – Restoration

Barbara Charline Jordan (ur. 21 lutego 1936, zm. 17 stycznia 1996) – amerykańska polityk, przywódczyni ruchu Praw Człowieka. Pierwsza czarnoskóra kobieta wybrana do stanowego Senatu w Teksasie, pierwsza czarnoskóra kobieta z Amerykańskiego Południa wybrana do Izby Reprezentantów Stanów Zjednoczonych, pierwsza czarnoskóra uczestniczka konwencji wyborczej Demokratów. Uhonorowana Prezydenckim Medalem Wolności. W 1975 znalazła się w grupie amerykańskich kobiet, które magazyn Time uhonorował tytułem „Człowieka Roku”.